# International Award of Merit in Structural Engineering
Der International Award of Merit in Structural Engineering ist eine Ehrung, die seit 1976 von der International Association for Bridge and Structural Engineering (IABSE) vergeben wird.
Der Preis wird an Personen verliehen, die herausragende Beiträge zum Gebiet des konstruktiven Ingenieurbaus (englisch structural engineering) beigetragen haben. Dabei wird besonderer Wert auf den gesellschaftlichen Nutzen gelegt. Arbeitsgebiete umfassen dabei Planung, Entwurf, Konstruktion, Materialien, Ausrüstung, Ausbildung, Forschung, Regierung und Unternehmensleitung.

## Preisträger
- 1976: Kiyoshi Muto, Japan
- 1977: Ulrich Finsterwalder, Deutschland
- 1978: Anton Tedesko, USA
- 1979: Oleg A. Kerensky, Großbritannien
- 1980: Nicolas Esquillan, Frankreich
- 1981: Fritz Leonhardt, Deutschland
- 1982: Fazlur Khan, USA
- 1982: George Winter, USA
- 1983: Guido Oberti, Italien
- 1984: Henrik Nylander, Schweden
- 1985: Julio Ferry Borges, Portugal
- 1986: Masatane Kokubu, Japan
- 1987: Guohao Li, China
- 1989: Hans Wittfoht, Deutschland
- 1990: Lars Östlund, Schweden
- 1991: Jörg Schlaich, Deutschland
- 1992: Leo Finzi, Italien
- 1993: Jean Muller, Frankreich
- 1994: T. N. Subbarao, Indien
- 1995: Mamoru Kawaguchi, Japan
- 1996: Alan Garnett Davenport, Kanada
- 1997: Bruno Thürlimann, Schweiz
- 1998: Peter Head, Großbritannien
- 2000: John E. Breen, USA
- 2001: John W. Fisher, USA
- 2002: Ian Liddell, Großbritannien
- 2003: Michel Virlogeux, Frankreich
- 2004: Chander Alimchandani, Indien
- 2005: Jean-Marie Cremer, Belgien
- 2006: Javier Manterola, Spanien
- 2007: Manabu Ito, Japan
- 2008: Thomas Paulay, Neuseeland
- 2009: Christian Menn, Schweiz
- 2010: Man-Chung Tang, USA
- 2011: Leslie E. Robertson, USA
- 2012: H.-F. Xiang, VR China
- 2013: Theodossios Tassios, Griechenland
- 2014: William F. Baker,  USA
- 2015: Jose Calavera, Spanien
- 2016: nicht verliehen
- 2017: Juan José Arenas, Spanien
- 2018: Tristram Carfrae, Großbritannien
- 2019: Niels Jørgen Gimsing, Dänemark
- 2020: Ahseen Kareem, USA
- 2021: Jürg Conzett, Schweiz